# Агрополи Суд (Салерно)
Агрополи Суд (итал. Agropoli Sud) је насеље у Италији у округу Салерно, региону Кампанија.
Према процени из 2011. у насељу је живело 7 становника. Насеље се налази на надморској висини од 19 м.